# Eren Keskinová
Eren Keskinová (Eren Keskin, 24. dubna, 1959, Bursa, Turecko) je právnička a lidskoprávní aktivistka v Turecku. Keskinová je také místopředsedkyní Turecké asociace pro lidská práva (İHD). Je kurdského[zdroj?] původu.
Vzděláním je právnička. Zajišťovala právní pomoc kurdským politikům v jejich soudních přích s tureckým státem[zdroj?]; zastupovala např. Leylu Zanaovou.
Spoluzaložila projekt "Právní pomoc pro ženy znásilněné či jinak sexuálně napadené ze strany národních bezpečnostních složek". V něm chtěla poukázat na případy sexuálního zneužívání tureckých žen v místních věznicích. Byla často odsouzena k trestům odnětí svobody, a to v letech 1995, 2002, 2006 a 2008. V roce 2004 získala cenu Aachen Peace Award za své lidskoprávní aktivity. Její poslední odsouzení k trestu odnětí svobody v roce 2008 vyvolalo např. v Německu vlnu rozhořčení na politické scéně a odsouzení ze stran některých místních politiků (Ruprecht Polenz, Claudia Roth a Hans-Gert Poettering).
Zabývá se především právy kurdské menšiny v Turecku a postupům tureckých vojsk v jihovýchodní části země. Ze strany tureckých médií je často kritizována; velmi negativně se na její adresu vyřídil např. turecký novinář Fatih Altaylı. Bylo proti ní iniciováno 87[zdroj?] soudních řízení.